# Піттс (Джорджія)
Піттс (англ. Pitts) — місто (англ. city) в США, в окрузі Вілкокс штату Джорджія. Населення — 252 особи (2020).

## Географія
Піттс розташований за координатами 31°56′46″ пн. ш. 83°32′30″ зх. д. / 31.94611° пн. ш. 83.54167° зх. д. (31.946184, -83.541757).  За даними Бюро перепису населення США в 2010 році місто мало площу 2,07 км², уся площа — суходіл.

## Демографія
Згідно з переписом 2010 року, у місті мешкало 320 осіб у 131 домогосподарстві у складі 82 родин. Густота населення становила 154 особи/км².  Було 146 помешкань (70/км²).
Расовий склад населення:
| - 75,3 % — білих - 23,4 % — чорних або афроамериканців - 0,3 % — корінних американців |

До двох чи більше рас належало 0,3 %. Частка іспаномовних становила 0,6 % від усіх жителів.
За віковим діапазоном населення розподілялося таким чином: 25,3 % — особи молодші 18 років, 59,1 % — особи у віці 18—64 років, 15,6 % — особи у віці 65 років та старші. Медіана віку мешканця становила 38,3 року. На 100 осіб жіночої статі у місті припадало 87,1 чоловіків;  на 100 жінок у віці від 18 років та старших — 77,0 чоловіків також старших 18 років.
Середній дохід на одне домашнє господарство  становив 34 235 доларів США (медіана — 19 861), а середній дохід на одну сім'ю — 39 424 долари (медіана — 32 125). Медіана доходів становила 19 643 долари для чоловіків та 31 146 доларів для жінок. За межею бідності перебувало 38,0 % осіб, у тому числі 43,0 % дітей у віці до 18 років та 34,6 % осіб у віці 65 років та старших.
Цивільне працевлаштоване населення становило 125 осіб. Основні галузі зайнятості: освіта, охорона здоров'я та соціальна допомога — 39,2 %, будівництво — 18,4 %, сільське господарство, лісництво, риболовля — 10,4 %, роздрібна торгівля — 9,6 %.